# 25 Korpus Armijny (Imperium Rosyjskie)
25 Korpus Armijny (ros. 25-й армейский корпус, w skrócie: 25 ак) – jeden z rosyjskich korpusów armijnych okresu Imperium Rosyjskiego.

## Dowódcy korpusu
- generał lejtnant (генерал-лейтенант) Dymitr Zujew (Зуев Дмитрий Петрович): 16.06.1910 - 26.09.1914
- generał piechoty A. F. Rogoza; wrzesień 1914 - sierpień 1915,
- generał piechoty J. N. Daniłow; sierpień 1915 - sierpień 1916,
- generał piechoty L. G. Korniłow; wrzesień 1916 - marzec 1917,
- generał lejtnant (генерал-лейтенант) W. W. Bołotow:  kwiecień  - wrzesień 1917

## Struktura organizacyjna
Organizacja w 1914
- dowództwo i sztab – Moskwa
- 46 Dywizja Piechoty
- 3 Dywizja Grenadierów (3-й гренадерской дивизии) – dowódca: generał lejtnant (генерал-лейтенант) Filip Dobryszin (Добрышин Филипп Николаевич): 09.05.1914 - 19.09.1914
  - 1 Brygada Grenadierów (1-я гренадерская бригада (3-й гренадерской дивизии)) – dowódca: generał major (генерал-майор) Michał Chartułari (Хартулари Михаил Викторович): 14.01.1914 – xx.xx.1914
    - 9 Sybirski pułk grenadierów (9-й гренадерский полк) – Włodzimierz (Rosja) (Владимир)
    - 10 Małorosyjski pułk grenadierów (10-й гренадерский полк) – Włodzimierz (Rosja) (Владимир)

  - 2 Brygada Grenadierów (2-я гренадерская бригада (3-й гренадерской дивизии)) – dowódca: generał major (генерал-майор) Piotr Zacharow (Захаров Петр Матвеевич): 11.01.1909 - 19.07.1914.
    - 11 Fanagoryjski pułk grenadierów (11-й гренадерский Фанагорийский полк) – Moskwa (Москва)
    - 12 Astrachański pułk grenadierów (12-й гренадерский Астраханский полк) – Moskwa (Москва)

  - 3 Grenadierska Brygada Artylerii (3-я гренадерская артиллерийская бригада) – dowódca: generał major (генерал-майор)  Mikołaj Ilkiewicz (Илькевич Николай Андреевич): 5.08.1912 – xx.xx.1915
- 25 dywizjon artylerii haubic[1] (25-го мортирно-артиллерийский дивизион)
- 25 batalion saperów (25-й саперный батальон) – Starica (Старица)

## Podporządkowanie
- 5 Armii (2 sierpnia – 22 września 1914)
- 9 Armii (10 października 1914 – 23 stycznia 1915)
- 4 Armii (17 lutego – 3 kwietnia 1915)
- 3 Armii (14 kwietnia 1915 – 1 czerwca 1916)
- 4 Armii (20 czerwca – 17 lipca 1916)
- 2 Armii (17 czerwca – 1 sierpnia 1916)
- Armii Specjalnej (27 sierpnia 1916 – 16 czerwca 1917)
- 11 Armii (23 czerwca – grudzień 1917)